# بی‌زد صلیب
بی‌زد صلیب یک ستاره است که در صورت فلکی چلیپا قرار دارد.